# Zgnilec (Głazów)
Zgnilec – część wsi Głazów w Polsce, położona w województwie zachodniopomorskim, w powiecie myśliborskim, w gminie Myślibórz. Wchodzi w skład sołectwa Głazów.
W latach 1975–1998 Zgnilec administracyjnie należał do województwa gorzowskiego.